# ماركوس هيكينين
ماركوس هيكينين (بالفنلندية: Markus Heikkinen)‏ (13 أكتوبر 1978 السويد - ) هو لاعب كرة قدم فنلندي، يلعب كلاعب وسط.

## وصلات خارجية
ماركوس هيكينين على موقع الاتحاد الدولي (مؤرشف)  (الإنجليزية)
- ماركوس هيكينين على موقع الاتحاد الأوربي (الإنجليزية)
- ماركوس هيكينين على موقع إي إس بي إن إف سي (الإنجليزية)
- ماركوس هيكينين على موقع قاعدة بيانات كرة القدم.إي يو (الإنجليزية)
- ماركوس هيكينين على موقع ناشيونال فوتبول تيمز (الإنجليزية)
- ماركوس هيكينين على موقع Soccerway.com (الإنجليزية)
- ماركوس هيكينين على موقع عالم كرة القدم.نت (الإنجليزية)
- ماركوس هيكينين على موقع AS.com (الإسبانية)